# Шалинский заказник (Чечня)
Шалинский охотничий заказник — государственный биологический заказник, расположенный на территории Шалинского района Чечни. Создан в 1977 году для сохранения уникальной природной зоны.

## Фауна
Некоторые представители фауны заказника:
- барсук;
- большая синица;
- бурый медведь;
- змееяд;
- кабан;
- косуля;
- пеночка;
- филин;
- чёрный аист;
- щегол;

## Флора
Некоторые представители флоры заказника: груша лесная, яблоня лесная, смородина, алыча, калина, кизил.